# Castelo Mearns

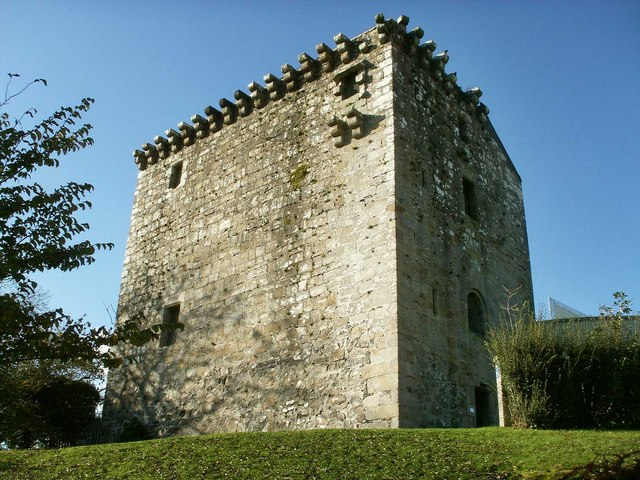
Castelo Mearns, Escócia.

O Castelo Mearns (em língua inglesa Mearns Castle) é um castelo localizado em East Renfrewshire, Escócia.
Encontra-se classificado na categoria "A" do "listed building" desde 10 de junho de 1971.